# Nel fondo del cuore
Nel fondo del cuore (« Du fond du cœur ») est l'un des premiers roman-photo de l'histoire de la presse ; paru le 20 juillet 1947 dans le premier numéro du magazine italien Il mio sogno (it), il est réalisé par Stefano Reda et met en scène la jeune Gina Lollobrigida (sous le pseudonyme de Giana Loris).